# Lavagnina
La Lavagnina è una cultivar di olivo diffusa lungo il golfo del Tigullio e il Golfo Paradiso, in Liguria. Ecotipo della famosa Taggiasca, trae il suo nome dal comune di Lavagna. 

## Caratteristiche
Gli alberi, di vigoria media, possono raggiungere un grande sviluppo se godono di condizioni favorevoli (anche 16 metri di altezza); la chioma è ramificata ed il portamento pendulo. 
L'infiorescenza lunga e rada; germoglia precocemente. La polpa si presenta poco compatta ma molto oleosa. Invaiatura precoce lenta e scalare, maturazione scalare ed inolizione tardiva. Non tollera suoli pesanti. 
Viene utilizzata per la produzione di olio.